# Lavatorio y comida de pobres (España)
El lavatorio y comida de los pobres era una ceremonia palatina de carácter religioso llevada a cabo por el soberano español y su consorte el Jueves Santo. La ceremonia consistía en lavar los pies y servir la comida a 25 personas pobres de forma pública y solemne.

## Significado
La ceremonia se realizaba con objeto de recordar el Lavatorio de los pies realizado por Jesucristo a sus discípulos el Jueves Santo, antes de la Última Cena. El pasaje evangélico hace hincapié en la importancia del servicio a los demás encarnado en que Jesucristo como maestro es el encargado de lavar los pies a sus discípulos.
En el caso de la ceremonia palatina del Lavatorio y comida de los pobres se subrayaba el carácter de servicio de la función real.

## Historia

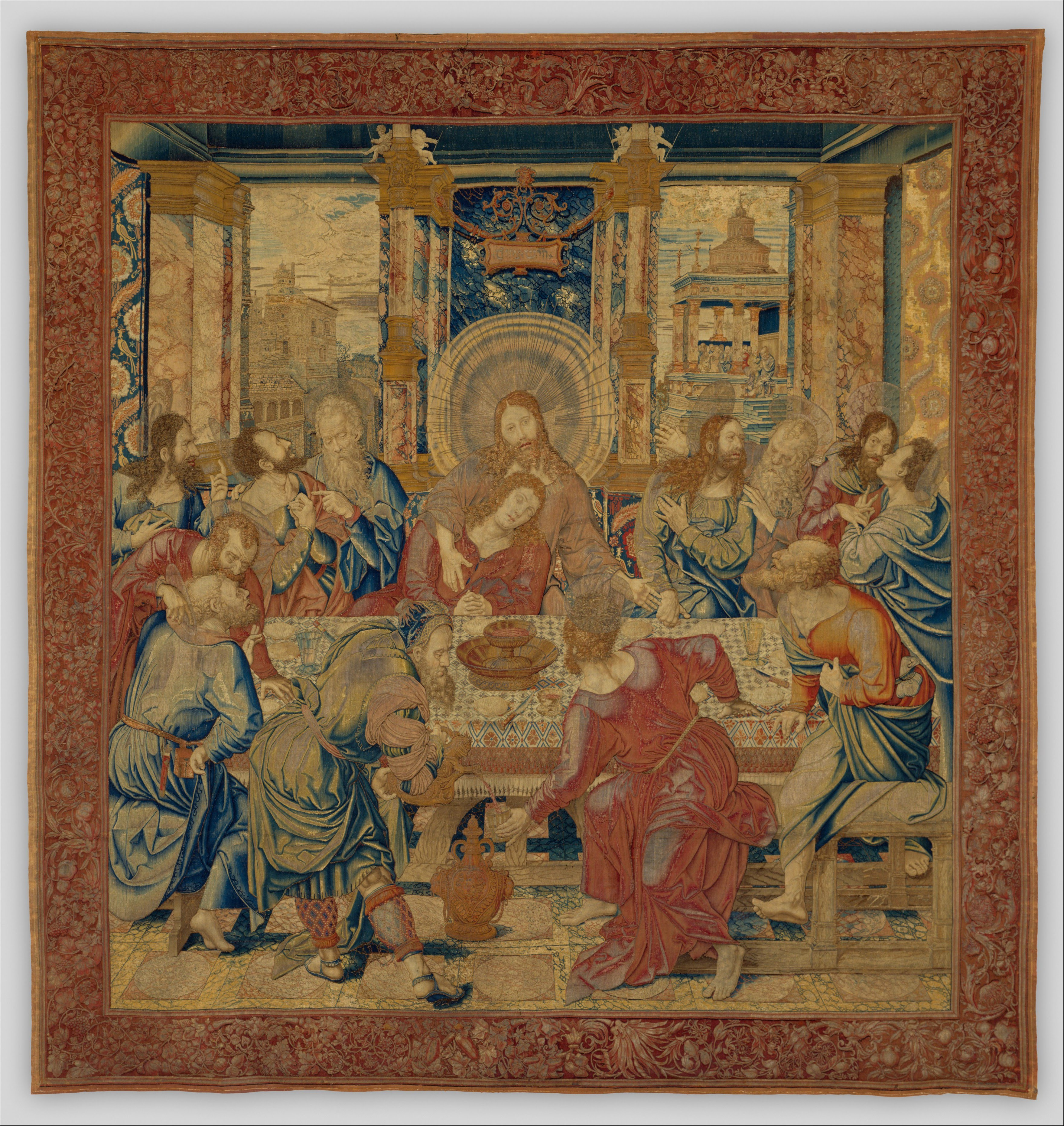
Tapiz de la Última Cena por Pedro de Pannemaker que se colgaba en el Salón de Columnas para la ceremonia.

En la Edad Media diversos monarcas comenzaron a realizar la ceremonia, con objeto de servir de ejemplo a sus súbditos. La ceremonia fue realizada por primera vez en España por parte de Fernando III el Santo en el 1242. Posteriormente los monarcas españoles continuaron realizando esta ceremonia hasta 1931, con distintas variaciones según quien ciñera la corona. En el alcázar de Madrid, los reyes realizaban la ceremonia en la antecámara. Durante el viaje de Felipe IV a Andalucía en 1624, se celebró la ceremonia en el palacio de Comares de la Alhambra de Granada, siendo ayudado por su hermano el infante don Carlos que lo acompañaba. Felipe II realizó este ritual en 1585 en el monasterio de Poblet y Felipe IV en 1626 lo hizo en Barcelona, durante la celebración de las cortes del principado, asistido por el conde-duque.
Por ejemplo bajo la regencia de María Cristina de Austria, la reina lavaba los pies a las mujeres y servía la comida a los hombres para poder servir a ambos sexos durante la minoría de edad de su hijo.
Bajo el reinado de Juan Carlos I no se retomó esta práctica.

## Desarrollo
Desde el siglo XIX el ceremonial para el lavatorio quedó fijado, así como su lugar de celebración, el Palacio Real de Madrid.

### Antecedentes
Con anterioridad a la ceremonia se procedía a la selección de las 25 personas pobres (13 hombres y 12 mujeres) que participarían en la ceremonia. Desde 1865 se realizó por sorteo. Para poder ser seleccionado, la persona debía de cumplir con las siguientes condiciones:
- ser español,
- ser mayor de 60 años,
- ser feligrés de una parroquia sita en Madrid y
- no estar afecto de alguna enfermedad contagiosa.

Las personas que quisieran participar lo expresaban mediante la elevación de una instancia dirigida al Rey y presentada ante su procapellán mayor. 
El sorteo se llevaba a cabo el Domingo de Pasión (domingo anterior al de Ramos) en la Real Cámara. El método elegido para el mismo era la insaculación, extrayendo las bolas de los sacos un miembro de la Familia Real.
A cada pobre seleccionado se le entregaba una credencial. 
Días antes del Jueves Santo (normalmente el Lunes Santo) cada persona seleccionada era revisada por el médico de Cámara, con objeto de certificar la ausencia de enfermedades infecciosas. El Jueves Santo a las 11:00 de la mañana acudían las personas pobres seleccionadas a Palacio, donde se les entregaba ropa nueva según su sexo y el Primer farmacéutico de cámara les lavaba la pierna y pie derechos, y los perfumaba así como la ropa.
El Salón de Columnas del Palacio Real de Madrid, donde se desarrollaba la ceremonia era preparado para la misma, adornándose de tapices y alfombras y disponiéndolos bancos para el lavatorio y las mesas para la comida. La preparación incluía la erección de:
- un altar en el fondo del salón (lado oeste) decorado con un tapiz de Pedro Pannemaker representando la Última Cena.
- cinco tribunas para contemplar la ceremonia: a la izquierda, cuatro de igual tamaño destinadas a albergar durante la ceremonia a: las personas reales, cuerpo diplomático,  ministros de la corona y grandes de España; y a la derecha, una del mismo tamaño que las cuatro anteriores juntas, que servía para el público general.

### Ceremonia

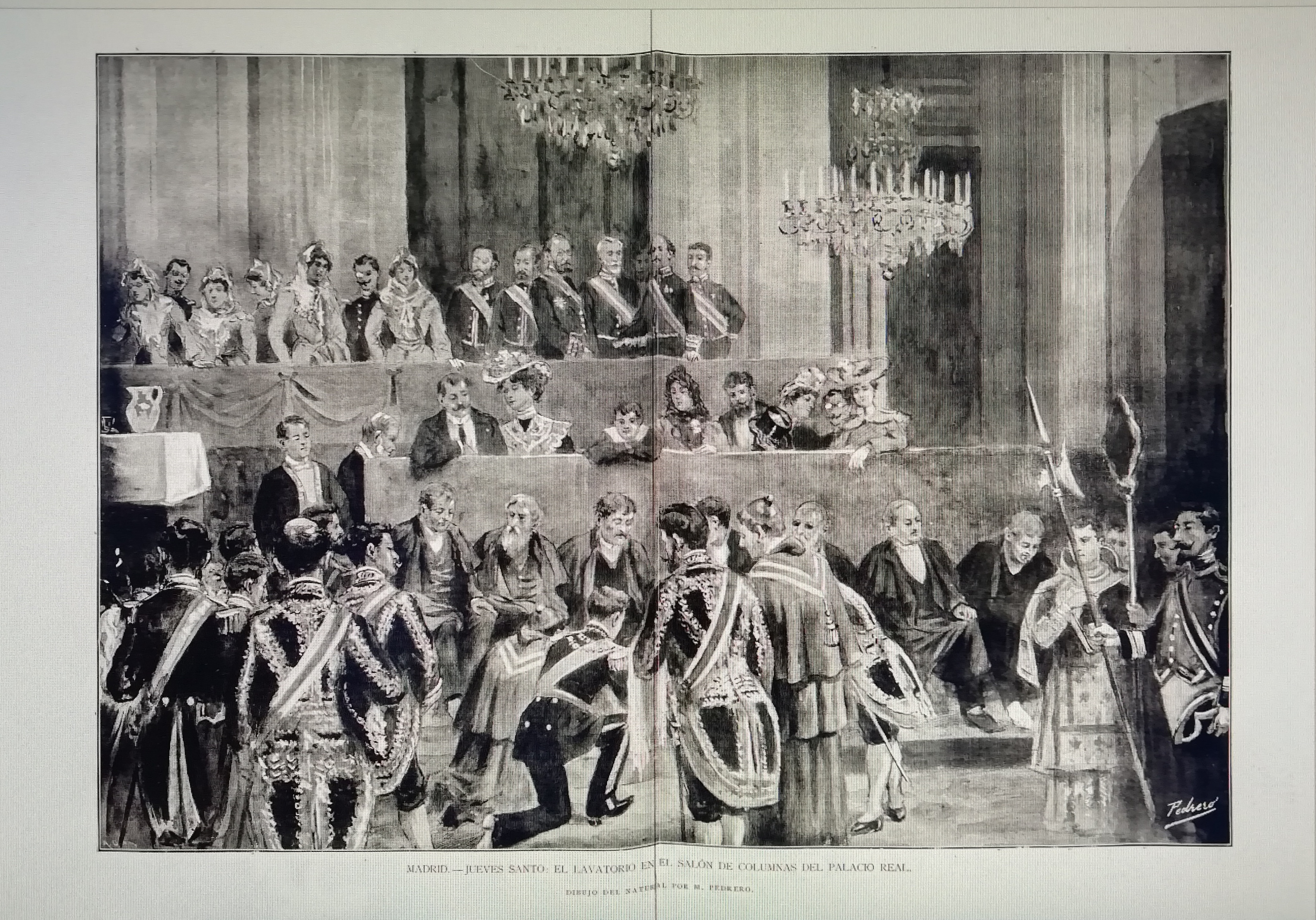
Alfonso XIII de España efectuando el lavatorio en 1903

El Jueves Santo la Familia Real asistía en capilla pública a los oficios correspondientes a en la Capilla Real del Palacio Real de Madrid y posteriormente marchaban profesionalmente al Salón de Columnas, donde a las 13:30 comenzaba la ceremonia.
En la citada sala se encontraba ya el clero de la Real Capilla. Un diácono miembro del mismo cantará el pasaje del Evangelio de San Juan referente al Lavatorio de lo pies (Jn 13,1-20). Algunos de los versículos de este pasaje eran los que ritmaban el inicio del lavatorio en la forma siguiente:
- deponit vestimenta sua: el rey se quitaba sombrero, bastón, guantes y espada, entregandolos al sumiller de corps.

- precintix se: el procapellán y el nuncio ceñían al Rey la toalla. En el caso de la Reina se la ceñían su mayordomo mayor y camarera mayor.
- cæpit lavare: los soberanos hincaban la rodilla y comenzaban a lavar los pies de los pobres del sexo correspondiente. Durante el Lavatorio el Rey estaba asistido por el Procapellán a su derecha sosteniendo el aguamanil y por el Nuncio a la izquierda sosteniendo la jofaina. En el caso de la reina le asistían respectivamente su mayordomo y camarera mayor.

A cada pobre hombre le asistía en vestirse un gentilhombre grande de España y a cada mujer una dama de la Reina.
Una vez lavados los pies de las 25 personas, y dado a besar el Evangelio a los reyes el clero de la Real Capilla salía del Salón de Columnas y se procedía a la segunda parte de la ceremonia, la comida de los pobres. 

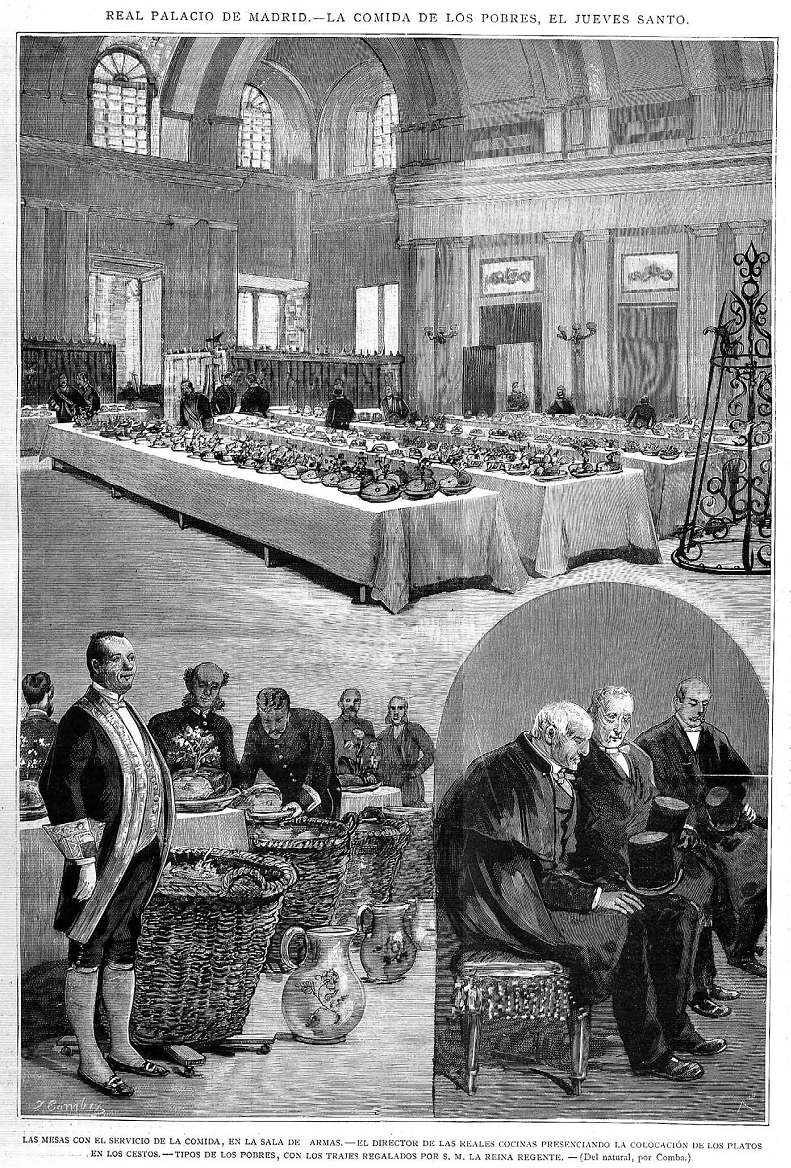
Distintos aspectos de la comida de los pobres de 1890 por Comba.

Esta segunda parte principiaba con la bendición de las mesas por parte del Nuncio. Posteriormente se ponía delante de cada pobre todos los platos que componían el menú, sin que estos lo tocaran.
Posteriormente se introducían los platos, cubiertos y saleros dentro de 25 cestas.
Los reyes y la familia real junto con el personal palatino salía del salón y con ello acababa la ceremonia.
Era costumbre que las cestas fueran subastadas por cada pobre a la puerta de Palacio a la salida de la ceremonia.

### Individuales
1. ↑  «Documentos referentes a las postrimerías de la Casa de Austria en España». Boletín de la Real Academia de la Historia 101: 272-273. 1932.
2. ↑  Barrios Pintado, Feliciano (2015). «3. El alcázar, sede de la administración de la corte». La gobernación de la monarquía de España. Madrid: Agencia Estatal Boletín Oficial del Estado; Centro Estudios Políticos y Constitucionales; Fundación Rafael del Pino. p. 261. Wikidata Q108915584. «N.o 6. Antecámara, y en esta pieza, todos los viernes del año hace el Consejo Real consulta, al rey, de los negocios tocantes a justicia y gobierno, y cuando se han de empezar Cortes de los reinos de la Corona de Castilla, se proponen en ella. Y el Jueves Santo, da la comida el Rey a los pobres y les lava los pies.»
3. ↑  Herrera y Sotomayor, Jacinto de (1624). Jornada que su Magestad [Philip IV.] hizo a la Andaluzia. p. 46. Consultado el 30 de noviembre de 2021.
4. ↑  «La festividad del Jueves Santo. En Palacio. El Lavatorio.». ABC. 14 de abril de 1922. p. 7.

- Datos: Q108116991
- Multimedia: Ritual foot washing (Spanish court) / Q108116991